# ماسانوری ایکدا
ماسانوری ایکدا (انگلیسی: Masanori Ikeda; ۱ دسامبر ۱۹۶۶ – ) بازیگر، صداپیشه، و خواننده اهل ژاپن بود.